# Малый Могильцевский переулок
Ма́лый Моги́льцевский переу́лок — улица в центре Москвы в Хамовниках между Большим Власьевским и Плотниковым переулками. Здесь расположен Национальный научный центр наркологии.

## Происхождение названия
Большой и Малый Могильцевский переулки названы в 1922 году по названию местности Могильцы «небольшие холмы, кочки», «неровные, всхолмленные кочковатые урочища». До 1922 года назывался Малым Успенским переулком по храму Успения на Могильцах, но в рамках устранения дублирующих названий получил новое название фактически по тому же храму.

## Описание
Малый Могильцевский переулок проходит параллельно Большому Могильцевскому и соединяет Большой Власьевский и Плотников переулки.

## Здания и сооружения
По нечётной стороне:

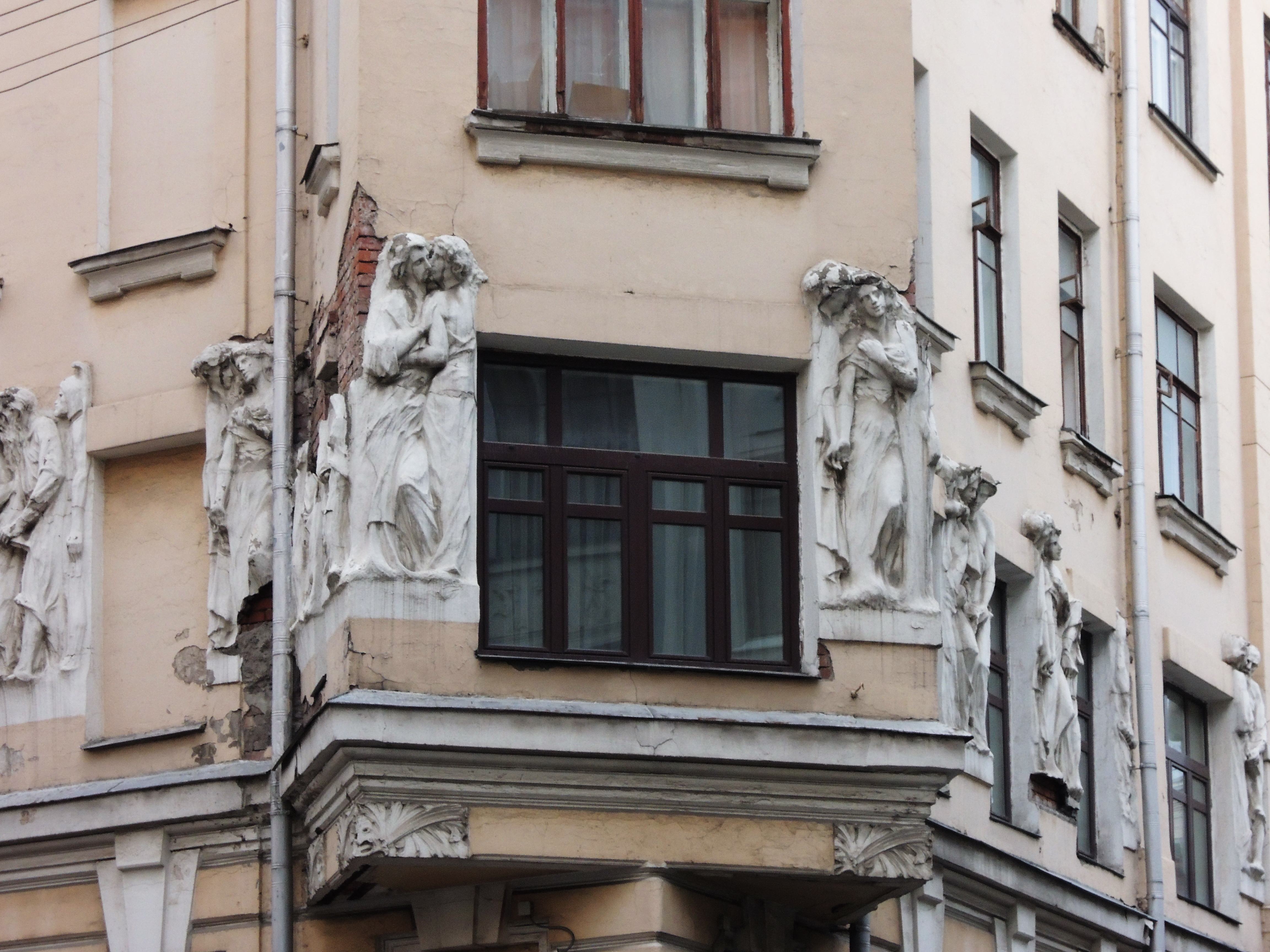
Дом 5, рельефы

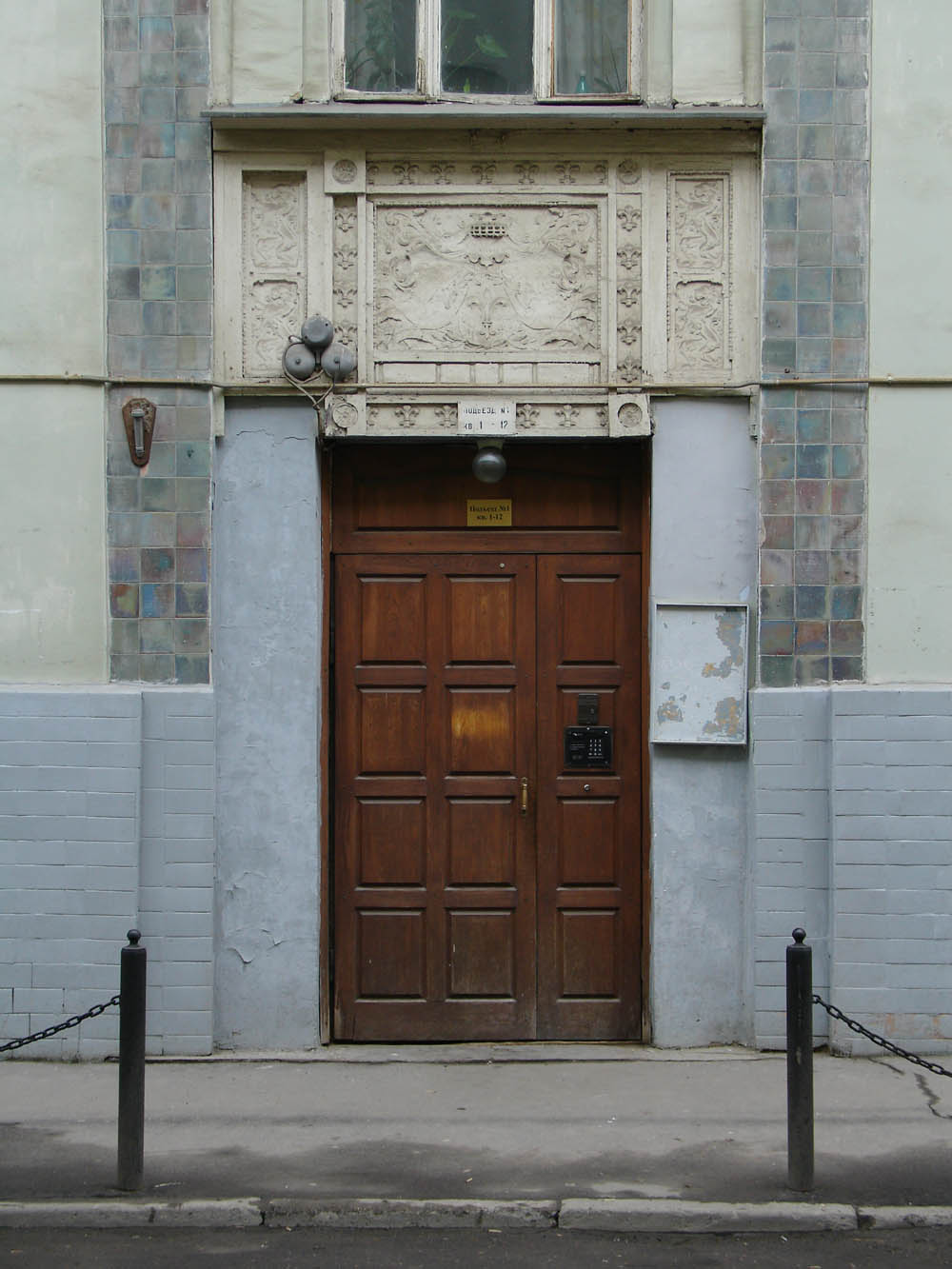
Дом 4Б. Центральный вход. Архитектор Жерихов.

- Дом 3 — Полицейский дом (1900, архитектор Д. В. Шапошников). Долгое время здесь располагался ЗАГС Хамовнического района[1]. Здесь заключали брак Борис Пастернак, Анатолий Луначарский, дважды Сергей Есенин (с Айседорой Дункан и Софьей Толстой), Булгаков с Белозерской и многие другие известные люди[2]. Сейчас здесь располагается Национальный научный центр наркологии; издательство «Гомеопатическая медицина»; центр полиграфических услуг «Радуга»;
- № 5/4 (по Плотникову пер.),  памятник архитектуры (региональный) — доходный дом (1907, архитектор Н. И. Жерихов), принадлежавший Г. Е. Бройдо.

Четырёхэтажное здание имеет два главных фасада — западный и северный, выходящие соответственно на Плотников и Малый Могильцевский переулки. Фасады украшают скульптурный фриз и карниз с лепным декором, портал главного входа также декорирован лепниной. Барельефный фриз состоит из «античных» скульптур, представляющих муз искусства, истории и науки и галереи русских писателей и поэтов XIX века, среди которых Н. В. Гоголь, А. С. Пушкин и Л. Н. Толстой. Скульптор точно неизвестен (возможно — Л. С. Синаев-Бернштейн); неизвестны и мотивы заказчика этого необычного дома. Считается, что первоначально фризы предназначались для Музея изящных искусств на Волхонке, но были отвергнуты И. В. Цветаевым из-за фривольного содержания.
Среди живших в доме: патологоанатом И. Ф. Клейн, археолог Б. Н. Граков (1899—1970 гг.), боксёр С. С. Щербаков.
По чётной стороне:
- Дом 4А — издательство «Анахарсис»; журналы «Медицина критических состояний», «Вопросы наркологии», «Психиатрия», «Современные проблемы дерматовенерологии, иммунологии и врачебной косметологии», «Терапия психических расстройств», «Гепатология», «Экспериментальная и клиническая гастроэнтерология»;
- Дом 6, строение 1 — Медицинский лечебно-реабилитационный фонд им. И. В. Стрельчука; Национальный научный центр наркологии: отделение внебольничной помощи и реабилитации.